# Hamburger Bürgerrecht
Das Hamburger Bürgerrecht regelte vom Mittelalter bis zur Novemberrevolution 1918 als eigenständiges Bürgerrecht das Verhältnis der Bewohner Hamburgs zu anderen Mitbürgern und zur Stadt Hamburg.

## Geschichte
Das Hamburger Bürgerrecht entstand zu einer Zeit, in der die Bürger von Stadtherren mit Privilegien ausgestattet wurden. Es handelte sich um ein selbstergänzendes Recht der Selbstverwaltung, bei dem Personen, die bereits über das Bürgerrecht verfügten, dieses vererbten und über Neuzulassungen entschieden. Bürgerrechte erhielten Kinder von Bürgern oder Personen, die zuvor ein festgelegtes Verfahren durchlaufen hatten. Das Bürgerrecht konnten grundsätzlich nur Erbgesessene erlangen, die im Besitz eines frei vererbbaren Grundstücks oder von Liegenschaften innerhalb der Stadtgrenzen waren. Adligen war ein Zugang zum Bürgerrecht nicht möglich, da ihnen das Hamburger Stadtrecht seit 1270 Grundbesitz verbot. Neben Grundbesitz musste seit 1483 der Hamburger Bürgereid abgelegt werden. Zusätzlich war die Zahlung eines gestaffelten Bürgergelds sowie von der Reformation bis 1814 ein Nachweis der Zugehörigkeit zu den Evangelisch-lutherischen Kirchen nötig. 
Bis in das 19. Jahrhundert wurde zwischen „Kleinbürgern“ und „Großbürgern“ unterschieden. Großbürger hatten ein höheres Bürgergeld zu zahlen, durften dafür jedoch Privilegien wie die Nutzung der großen städtischen Waage und das Recht zur Jagd in Anspruch nehmen. Die „bürgerlichen Befugnisse“, darunter eine selbstständige Erwerbstätigkeit und der Erwerb von Grundbesitz, war nur Inhabern des Bürgerrechts möglich. Männer hatten darüber hinaus das Recht auf politische Beteiligung in der Erbgesessenen Bürgerschaft. Der Großteil der Bürger besaß bis 1918 das Kleine Bürgerrecht, mit dem weniger Rechte und Pflichten verbunden waren. Sie waren teilweise Schutzverwandte oder hatten das Landbürgerrecht.
Nach der Verabschiedung des Gesetzes über Staatsangehörigkeit und Bürgerrecht vom 7. November 1864 hatte das Bürgerrecht nur noch eine politische Bedeutung. Es regelte die Teilnahme an den Wahlen der Hamburger Bürgerschaft und erschwerte die politische Teilnahme unerwünschter Personen, wozu insbesondere Mitglieder der SPD gehörten. Frauen hatten weiterhin kein Wahlrecht.
1880 hatten 30.500 von 454.000 Einwohnern das Bürgerrecht. 1896 ersetzte eine feste, über mehrere Jahre zu entrichtende Steuer das bis dahin geltende Bürgergeld. Der Erwerb des Bürgerrechts setzte die Zahlung dieser Abgabe voraus. Nachdem Hamburg nach der Novemberrevolution von 1918 zu einem „Volksstaat“ geworden war, wurde das Bürgerrecht im Rahmen der Staatsangehörigkeit zu einem allgemeinen bürgerlichen Mindestprivileg. Der Begriff des „Bürgerrechts“ findet seitdem in dieser Form keine Verwendung mehr. Die „Bürgerrechte“ oder „bürgerlichen Rechte“ sind heute auf Bundesebene geregelt oder Teil der Gesetzgebung des Bundeslands Hamburg, zum Beispiel in Form von Volksentscheiden und Volksbegehren.
- Siehe auch: Wedde (Meldung bei der Wedde, um Bürger zu werden)